# Lista lotniskowców Royal Navy
Lista lotniskowców Royal Navy.

## Aktywne
- typ Queen Elizabeth
  - "Queen Elizabeth" (2017)
  - "Prince of Wales" (2019)

## Dawne

### Lotniskowce floty
- "Argus" (1917)
- "Furious" (1916)
- typ Glorious
  - "Glorious" (1916)
  - "Courageous" (1916)
- "Vindictive" (1918) - przerobiony na krążownik w 1925
- "Eagle" (1918)
- "Hermes" (1919) - pierwszy okręt zbudowany od początku jako lotniskowiec
- "Ark Royal" (1937)
- "Unicorn" (1941)
- typ Illustrious
  - "Illustrious" (1939)
  - "Formidable" (1939)
  - "Victorious" (1939)
- "Indomitable" (1940)
- typ Implacable
  - "Implacable" (1942)
  - "Indefatigable" (1942)
- typ Audacious
  - "Eagle" (ex-"Audacious") (1946)
  - "Ark Royal" (ex-"Irresistible") (1950)
  - "Eagle" - budowa przerwana
  - "Africa" -  przerobiony na typ Malta, następnie budowa została przerwana
- typ Colossus
  - "Colossus" (1943), przekazany Francji w 1946 jako "Arromanches"
  - "Glory" (1943)
  - "Ocean"
  - "Theseus" (1944)
  - "Triumph" (1944)
  - "Venerable" - do Holandii w 1948 jako "Karel Doorman", do Argentyny w 1968 jako "Veinticinco de Mayo"
  - "Vengeance" (1944) - do Brazylii w 1956 jako "Minas Gerais"
  - "Warrior" (1944) - do Kanady w 1946-1948, do Argentyny w 1958 jako "Independencia"
  - "Perseus" (1944)
  - "Pioneer" (1944)
- typ Majestic
  - "Majestic" (1945) - do Australii w 1955 jako "Melbourne"
  - "Hercules" (1945) - do Indii w 1957 jako "Vikrant"
  - "Leviathan" (1945) - nieukończony
  - "Magnificent" - sprzedany Kanadzie jako HMCS "Magnificent"
  - "Powerful" (1945) - do Kanady w 1952 jako "Bonaventure"
  - "Terrible" (1944) - do Australii w 1948 jako "Sydney"
- typ Centaur
  - "Centaur" (1947)
  - "Albion" (1947)
  - "Bulwark" (1948)
  - "Hermes" (ex-"Elephant") (1953), przekazany Indiom w 1986 jako "Viraat"
  - "Hermes" - budowa przerwana
  - "Arrogant" - budowa przerwana
  - "Monmouth" - budowa przerwana
  - "Polyphemus" - budowa przerwana
- typ Malta - budowa przerwana w 1946
  - "Malta"
  - "New Zealand"
  - "Gibraltar"
  - "Africa"
- typ Queen Elizabeth - budowa przerwana w 1966
  - "Queen Elizabeth"
  - "Duke of Edinburgh"
- typ Invincible
  - "Invincible" (1977)
  - "Illustrious" (1978)
  - "Ark Royal" (1981)

### Lotniskowce eskortowe
- Audacity (1941) - storpedowany w 1941
- typ Long Island
  - "Archer"
- typ Avenger
  - "Avenger"
  - "Biter"
  - "Charger"
  - "Dasher"
- typ Bogue
  - grupa Tracker
    - "Battler"
    - "Attacker"
    - "Hunter"
    - "Chaser"
    - "Fencer"
    - "Stalker"
    - "Pursuer"
    - "Striker"
    - "Searcher"
    - "Ravager"
    - "Tracker"

  - grupa Ruler
    - "Slinger"
    - "Atheling"
    - "Emperor"
    - "Ameer"
    - "Begum"
    - "Trumpeter"
    - 'Empress"
    - "Khedive"
    - "Speaker"
    - "Nabob"
    - "Premier"
    - "Shaha"
    - "Patroller"
    - "Rajah"
    - "Ranee"
    - "Trouncer"
    - "Thane"
    - "Queen"
    - "Ruler"
    - "Arbiter"
    - "Smiter"
    - "Puncher"
    - "Reaper"
- "Activity"
- typ Nairana
  - "Nairana" (1943) - przekazany Holandii jako "Karel Doorman" w 1946
  - "Vindex" (1943)
- "Pretoria Castle" (1943)
- "Campania" (1944)

### Merchant aircraft carrier
- przerobione transportowce ziarna typu Empire
  - MV "Empire MacAlpine"
  - MV "Empire MacAndrew"
  - MV "Empire MacKendrick"
  - MV "Empire MacDermott"
  - MV "Empire MacRae"
  - MV "Empire MacCallum"
- przerobione ropowce typu 'Empire
  - MV "Empire MacCabe"
  - MV "Empire MacColl"
  - MV "Empire MacKay"
  - MV "Empire MacMahon"
- typ Rapana
  - MV "Acavus"
  - MV "Adula"
  - MV "Alexia"
  - MV "Amastra"
  - MV "Ancylus"
  - MV "Gadila"
  - MV "Macoma"
  - MV "Miralda"
  - MV "Rapana"

### Transportowce wodnosamolotów
- „Ark Royal”(inne języki) (1914) - przemianowany na "Pegasus" 1934
- "Empress" (1914) - sprzedany w 1919
- "Engadine" (1914) - sprzedany w 1919
- "Riviera" (1914) - sprzedany w 1919
- "Campania" (1914) - zatonął po kolizji 1918
- "Anne" (1915) - sprzedany w 1922
- "Raven II" (1914) - sprzedany w 1923
- "Ben-my-Chree" (1915) - zatopiony w 1917
- "Vindex" (1915) - sprzedany w 1920
- "Manxman" (1915) - sprzedany w 1920
- "Nairana" (1917) - sprzedany w 1920
- "Pegasus" (1917) - sprzedany w 1931
- "Slinger" - okręt eksperymentalny - sprzedany w 1919
- "Albatross" (1928) - przekazany Royal Australian Navy w 1938